# Purbimodus saxosus
Purbimodus saxosus is een fossiele soort schietmot uit de familie Vitimotauliidae.